# اره دم روباه

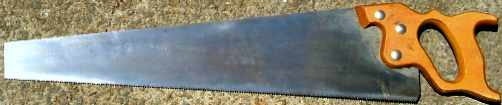
اره قطع‌کن دم روباه

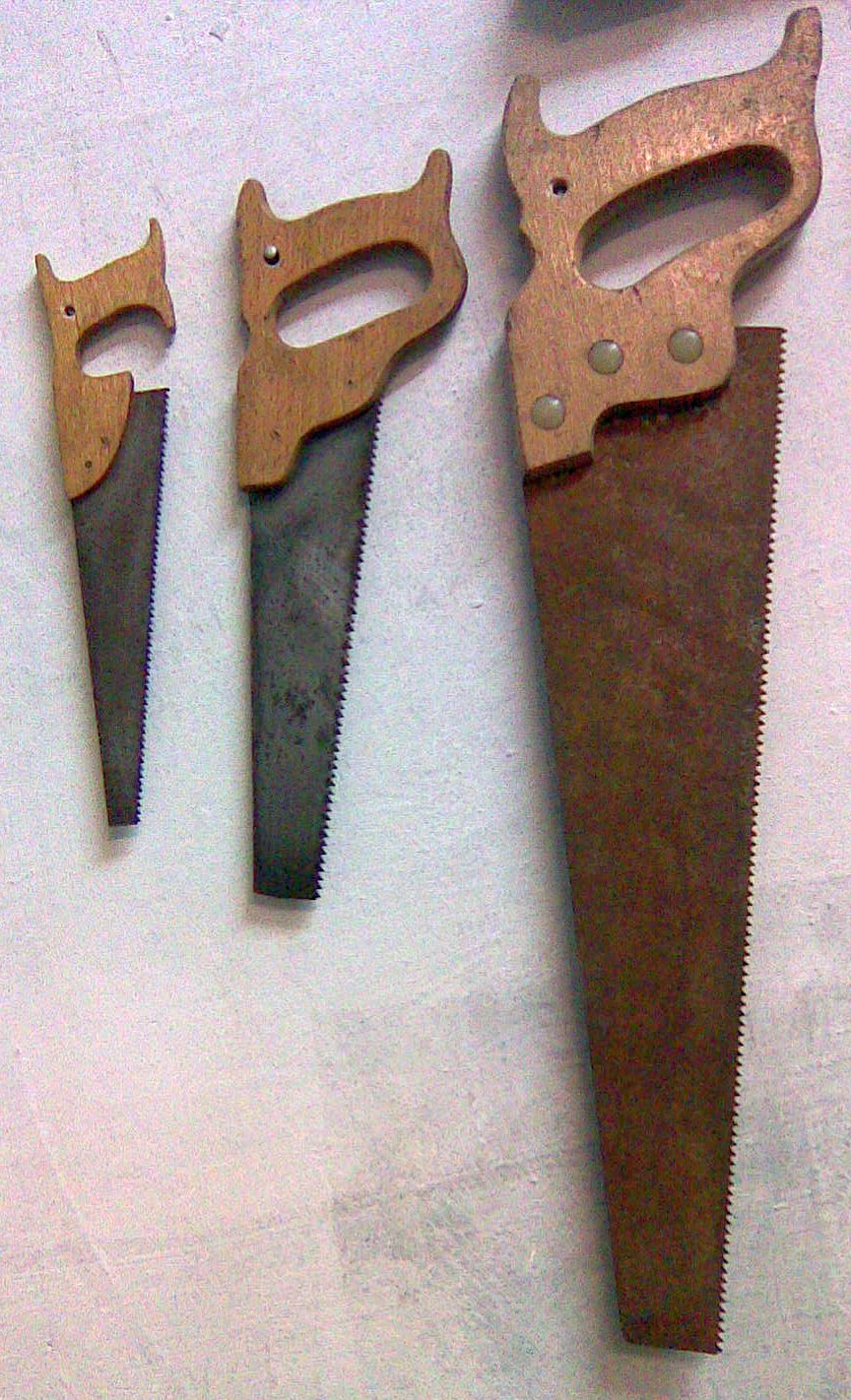
اندازه‌های متفاوت اره دم روباه

اره دم روباه یا اره دستی وسیله‌ای با دسته معمولاً چوبی برای بریدن طولی چوب‌ها در امتداد الیاف آن و در یک خط مستقیم (اره شکاف‌زن) یا برش عرضی عمود بر الیاف چوب (اره قطع‌کن) به کار می‌رود.

## مشخصات
طول تیغه‌های این اره ۳۰ تا ۱۰۵ سانتیمتر و ضخامت آن معمولاً ۰٫۸ تا ۱ میلیمتر است. اره قطع‌کن دم روباه را معمولاً با دندانه‌های مثلثی نوک تیز و اره شکاف‌زن را چون در جهت الیاف چوب حرکت میکند با دندانه‌های  متوازی الاضلاع با فرمی می‌سازند تا در چوب گیر نکند.